# Attaque du 18 mai 2025 à Bielefeld
L'attaque du 18 mai 2025 à Bielefeld est un attentat au cours duquel cinq clients d'un bar ont été blessés, certains grièvement, par des coups de couteau. Le crime a eu lieu aux premières heures du matin dans le centre-ville. En raison de la motivation islamiste présumée du suspect, un Syrien de 35 ans selon ses papiers, l'enquête sur cette affaire est menée par le procureur général fédéral d'Allemagne.

## Faits
Vers 4 h 20 du matin, un homme s'est approché d'un groupe de civils devant le bar Cutie, à environ huit minutes à pied de la gare centrale de Bielefeld. Peu de temps après, le terroriste aurait attaqué le groupe avec deux armes blanches : un couteau et une épée. Au moins cinq personnes furent blessés : quatre hommes âgés de 22 à 27 ans et une femme de 26 ans. Quatre des victimes ont subi des blessures graves, dont deux risquaient de mourir. Certains invités, dont des supporters du club de football Arminia Bielefeld, ont tenté de maîtriser l'attaquant. Il a subi des blessures mineures au visage,. Dans un premier temps, un supporter d'Arminia âgé de 26 ans, déjà blessé à la jambe, s'est jeté sur l'agresseur et a reçu plusieurs coups de couteau à la poitrine mettant sa vie en danger. La police a félicité les supporters d'Arminia pour leur courage civil et a souligné que sans eux, il y aurait certainement eu des morts.

## Enquête
Après le crime, l'agresseur a pris la fuite. Près de la scène du crime, la police a trouvé son sac à dos contenant ses papiers d'identité, plusieurs couteaux et une bouteille contenant un liquide inflammable, ce qui indiquait un crime planifié. Le lendemain, un suspect de 35 ans a été arrêté à Heiligenhaus, près de Düsseldorf. En raison de soupçons d'attentat à motivation islamiste, le parquet fédéral a repris l'enquête. Outre ses contacts avec une communauté musulmane à Bielefeld, qui n'ont rien de particulier, il a également été en contact avec des personnes classées comme des figures importantes du spectre islamiste. Les preuves qu’il a agi par motivation islamiste s’accumulent. L’attaque a été d’une brutalité choquante. Le suspect a expliqué via une application de traduction qu'il soutenait « l'État islamique » (ÉI). Dans son appartement, les enquêteurs ont trouvé des notes manuscrites en arabe qui indiquent un engagement intensif avec une interprétation salafiste de l'islam. Une note dessinée à la main avec une bannière noire représentant un drapeau utilisé par des groupes islamistes tels par l'ÉI a également été retrouvée.

## Profil du terroriste
Le suspect est le Syrien Mahmoud M., originaire de Raqqa. Selon ses papiers, il serait né le 1er janvier 1990. Selon les informations de l'hebdomadaire allemand Spiegel, le terroriste a déclaré aux autorités allemandes qu'il avait d'abord vécu en Turquie pendant quatre ans, puis qu'il était venu illégalement en Allemagne avec un passeur, principalement à pied, via la Bulgarie, la Serbie, la Hongrie, la Slovaquie et la République tchèque en août 2023, où il avait d'abord demandé l'asile. Il a invoqué la peur de la guerre et des persécutions du régime d'Assad comme raison de sa demande d'asile. En décembre 2023, il a reçu une protection subsidiaire de l'Office fédéral des migrations et des réfugiés et un permis de séjour temporaire valable jusqu'en février 2027. Il a été hébergé dans un refuge pour réfugiés à Harsewinkel, à environ 30 kilomètres de Bielefeld. Il n'y avait pas de casier judiciaire à ce jour.

## Réactions
À la demande du parti politique de l'AfD, un débat sur la sécurité intérieure et les attaques au couteau en Allemagne a eu lieu au Bundestag le 21 mai 2025. Le porte-parole adjoint du groupe parlementaire AfD pour la politique intérieure, Martin Hess, a évoqué l'explosion de la criminalité au couteau en Allemagne. Selon leurs statistiques, les crimes au couteau seraient un « crime principalement commis par des migrants ». Il y a eu une forte opposition de la part des autres groupes politiques parlementaires. Clara Bünger, du parti Die Linke, a qualifié de « dégoûtante » la manière dont l’AfD a exploité l’affaire actuelle à Bielefeld pour inciter à la haine contre les migrants,. Le même jour, à la demande de la députée SPD de Bielefeld, Christina Kampmann, une séance de questions-réponses a eu lieu au parlement du Land de Rhénanie-du-Nord-Westphalie sur ce crime. Le ministre de l'Intérieur Herbert Reul (CDU) a parlé d'une « brillante action de la police » pour avoir arrêté rapidement le suspect. La ministre des Réfugiés et de l'Intégration, Josefine Paul (Alliance 90/Les Verts), a annoncé que, selon les enquêtes en cours, l'agresseur présumé avait huit pseudonymes. Trois d'entre eux étaient connus de l'Office fédéral des migrations et des réfugiés.
Trois manifestations ont été enregistrées à Bielefeld pour la date du 24 mai 2025 dont notamment l'événement à la gare centrale de Bielefeld réunissant 200 personnes pour manifester en solidarité avec les victimes pour soutenir la « remigration » des migrants. Peu après, l’« Alliance contre la droite » a annoncé une veillée sur les lieux du crime. En réponse à la manifestation d'extrême droite, des groupes d'extrême gauche ont également appelé à manifester à la gare principale et à la résistance.